# Proaphelinoides chidambaramensis
Proaphelinoides chidambaramensis is een vliesvleugelig insect uit de familie Aphelinidae. De wetenschappelijke naam is voor het eerst geldig gepubliceerd in 2012 door Manickavasagam & Menakadevi.